# Franeker
Franeker (en frisón occidental: Frjentsjer) es una de las once ciudades de Frisia, situada en el municipio de Waadhoeke, al norte de los Países Bajos. En ella se encuentra la sede municipal. En 2014 contaba con 12.781 habitantes. 

## Geografía
Se localiza a lo largo del canal Van Harinxma a unos 20 km al oeste de Leeuwarden, la capital de la provincia.

## Historia

### Universidad
Franeker poseía una importante universidad creada en 1585 en recompensa por su toma de partido en favor de Guillermo de Orange. Entre quienes estudiaron en ella se cuenta al príncipe Guillermo IV de Orange-Nassau, pero fue clausurada en el siglo XIX por Napoleón.

### Municipio
Antes de 1984 formaba un municipio independiente. Hasta el 1 de enero de 2018 formaba parte del municipio de Franekeradeel, pero a partir de esa fecha, se integró en el municipio de Waadhoeke.

## Cultura y patrimonio

### Astronomía
La ciudad es conocida por el Planetario de Eisinga, un planetario del siglo XVIII. Franeker es una ciudad importante en la historia de la astronomía. Un antiguo planetario posee obras de más de dos siglos y en esta ciudad nació Jan Hendrik Oort.

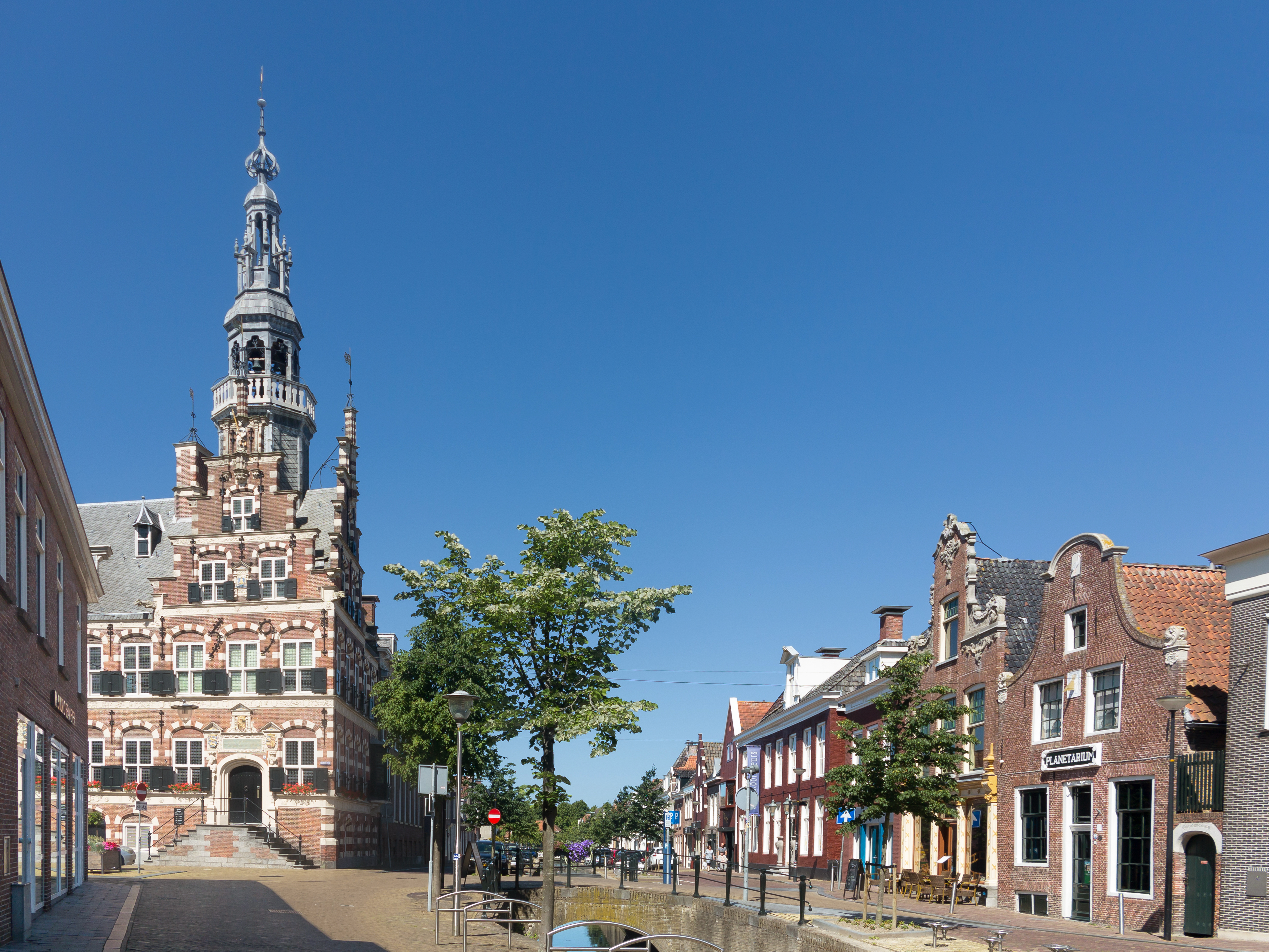
El ayuntamiento y el planetario

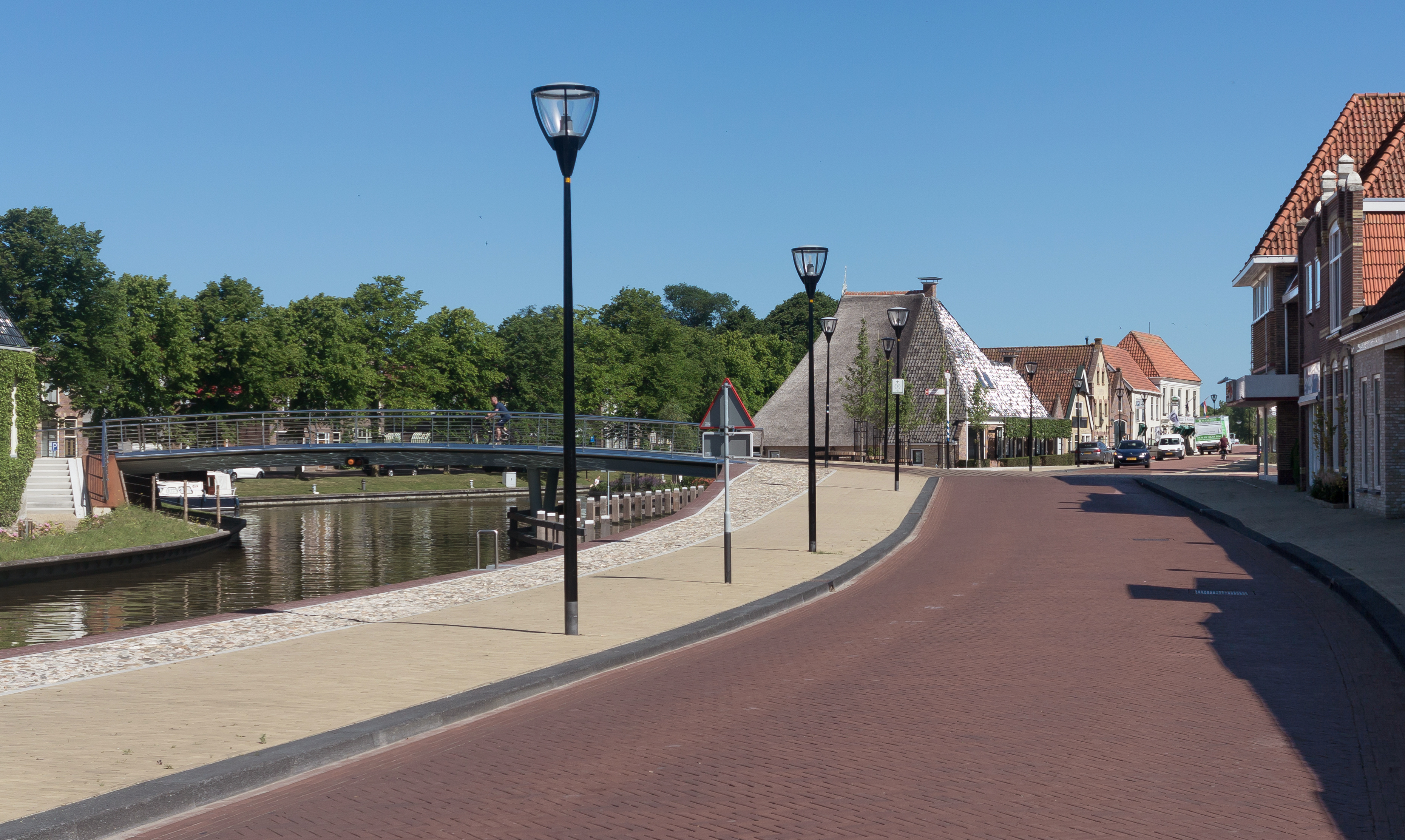
Vista de la calle: het Oud Kaatsveld

## Personajes célebres
- Eise Eisinga
- François Hemsterhuis
- Jan Hendrik Oort
- Anna Maria van Schurman
- Adolphus Ypey